# Fabricio Silva
Fabricio Silva Jorge (n. Carmelo, Uruguay; 5 de abril de 1990) es un futbolista uruguayo que juega de defensa y su equipo actual es Olancho Fútbol Club de la Liga Nacional de Honduras.

## Clubes
| Club                   | País        | Año       |
| ---------------------- | ----------- | --------- |
| Plaza Colonia          | Uruguay     | 2010      |
| Fénix                  | Uruguay     | 2011-2016 |
| Alianza                | El Salvador | 2015-2017 |
| Juventud Las Piedras   | Uruguay     | 2017      |
| Rangers                | Chile       | 2018      |
| Santa Rita             | Ecuador     | 2019      |
| 9 de Octubre           | Ecuador     | 2020      |
| Rocha Fútbol Club      | Uruguay     | 2020      |
| Chacaritas Fútbol Club | Ecuador     | 2021      |
| Santa Tecla            | El Salvador | 2021      |
| Comerciantes Unidos    | Perú        | 2022      |
| Victoria               | Honduras    | 2022-2023 |
| Olancho                | Honduras    | 2023-2025 |
| Victoria               | Honduras    | 2025-Act. |